# Comune distrettuale di Pakruojis
Il comune distrettuale di Pakruojis è uno dei 60 comuni della Lituania, situato nella regione dell'Aukštaitija.